# Penium silvaenigrae
Penium silvaenigrae là một loài Song tinh tảo trong họ Desmidiaceae, thuộc chi Penium.